# Koshiki-no-kata
Koshiki-no-kata (em japonês:  古式の形, formas vetustas/tradicionais) é o conjunto de técnicas que eram ensinadas pelas escolas tradicionais de jujutsu, as quais foram incorporadas e mantidas pelo criador do judô no fito de preservar as raízes das artes marciais japonesas. Tradicionalmente, as técnicas eram executadas com armadura de samurai.

## Origem
O mestre Jigoro Kano, porque considerava que as origens de sua arte marcial deveriam ser preservadas, até para realçar o intuito de desenvolver o respeito para com o próximo, manteve intactas as técnicas tradicionais (bujutsu), reunidas num conjunto próprio. Tal conjunto foi herdado do estilo kitō-ryū de jujutsu, sendo, pois, também conhecido como kitō-ryū no kata (起倒流の形), eis que quando ainda estudante de jujutsu, o mestre Jigoro Kano frequentou aquela escola.
O jujutsu foi originalmente desenvolvido para o uso real no campo de batalha pelos samurais, para os eventuais casos em que se encontrassem desarmados, isto é, sem portarem uma espada e, naquela cércea, era essencial movimentos pragmáticos levando-se em conta que o lutador estaria a usar uma armadura. Assim, não se objeta do uso de golpes traumáticos, como socos ou chutes, a despeito dos arremessos, torções, imobilizações etc., pelo que o lutador deva estar preparado.

## Conteúdo
O kata é composto por 21 técnicas, subdivididas em dois conjuntos, de golpes executados pela frente (pró-ativos) e por trás (evasivos). E, em função de os movimentos serem pensados para a circunstância do campo de batalha, quando ambos os contendores estariam a usar de armaduras (pesadas), o escopo mor reside na forma de kumiuchi (組打, pegaduras). Os movimentos devem ser realizados ininterrupta e lentamente.

### Técnicas frontais
Ao conjunto das técnicas executadas frontalmente chama-se omote (表), sendo. Apesar da nomeclatura, o escopo deste conjunto baseia-se em movimentos penetrantes, isto é, interiores.
- Tai (体, corpo pronto)
- Yume-no-uchi (夢之中, em sonho)
- Ryokuhi (力避, evitar a força)
- Mizu-guruma (水車, roda d'água)
- Mizu-nagare (水流, fluxo d'água)
- Hikiotoshi (曳落, puxar e derribar)
- Ko-daore (虛倒, atorar um tronco)
- Uchikudaki (打ち碎, esmagar)
- Tani-otoshi (谷落, queda no vale)
- Kuruma-daore (車倒, queda em círculo)
- Shikoro-dori (錣取, pegar o elmo)
- Shikoro-gaeshi (錣返ち, girar o elmo)
- Yudachi (夕立, aguaceiro)
- Taki-otoshi (瀧落, queda na cachoeira)

### Técnicas traseiras
Ao conjunto de técnicas executadas por trás do adversário chama-se ura (里), sendo:
- Mi-kudaki (身碎, partir o corpo)
- Kuruma-gaeshi (車返ち, girar a roda)
- Mizu-iri (水入, mergulhar n'água)
- Ryusetsu (柳雪, salgueiro na neve)
- Sakaotoshi (逆落, queda na capoeira)
- Yukiore (雪折, romper co'a neve)
- Iwa-nami (宕波, onda na pedra)